# کوه دراک
کوه دِراک (کوه مادر، کوه برفی، کوه مستسقی) کوهی است از رشته کوه های زاگرس در شهر شیراز که از غرب این شهر آغاز شده و با گذشتن از شمال غرب شهر ادامه یافته و به روستای علی‌آباد منتهی می‌شود. بنایی در قلهٔ کوه ساخته شده‌است که در آن مشخصات کوه و قله به صورت مکتوب بر روی یک لوح وجود دارد. قله این کوه حدود ۳۰۰۰ متر از سطح دریا ارتفاع دارد و وجه شمالی آن معمولاً از اواسط آذر تا اواخر اسفند پوشیده از برف است

## وجه تسمیه

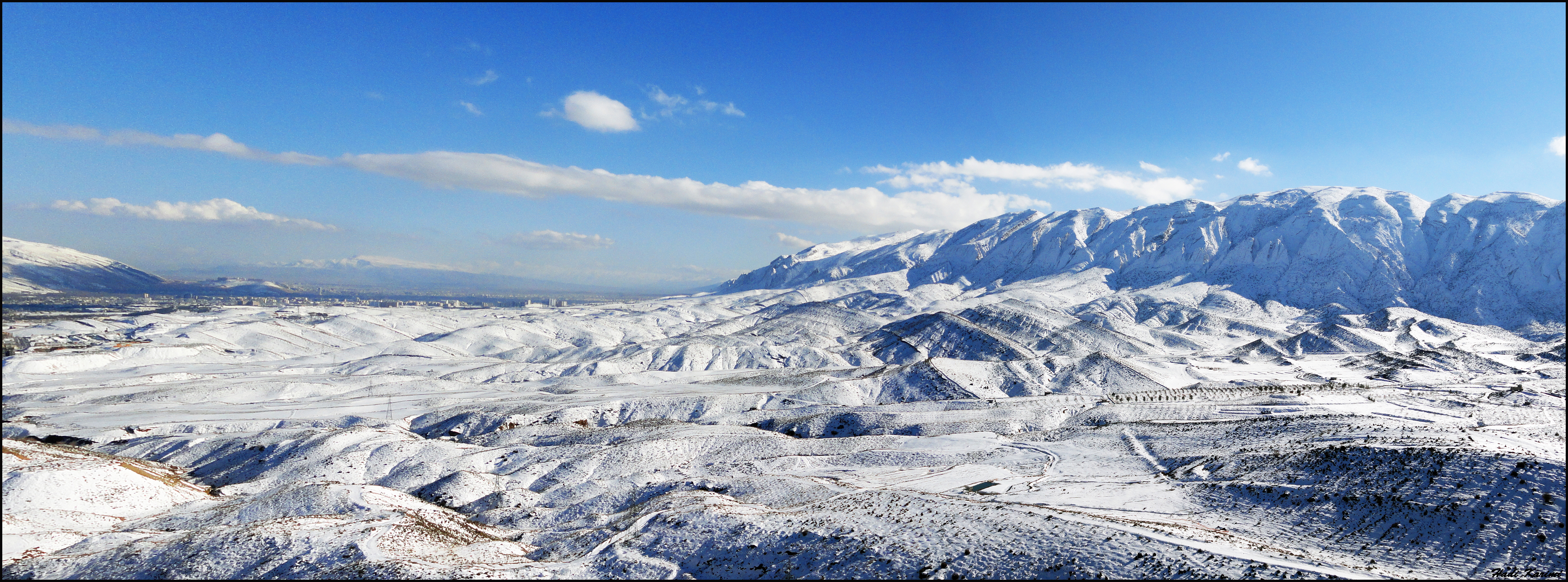
کوه سفیدپوش دراک، زمستان ۱۳۹۰

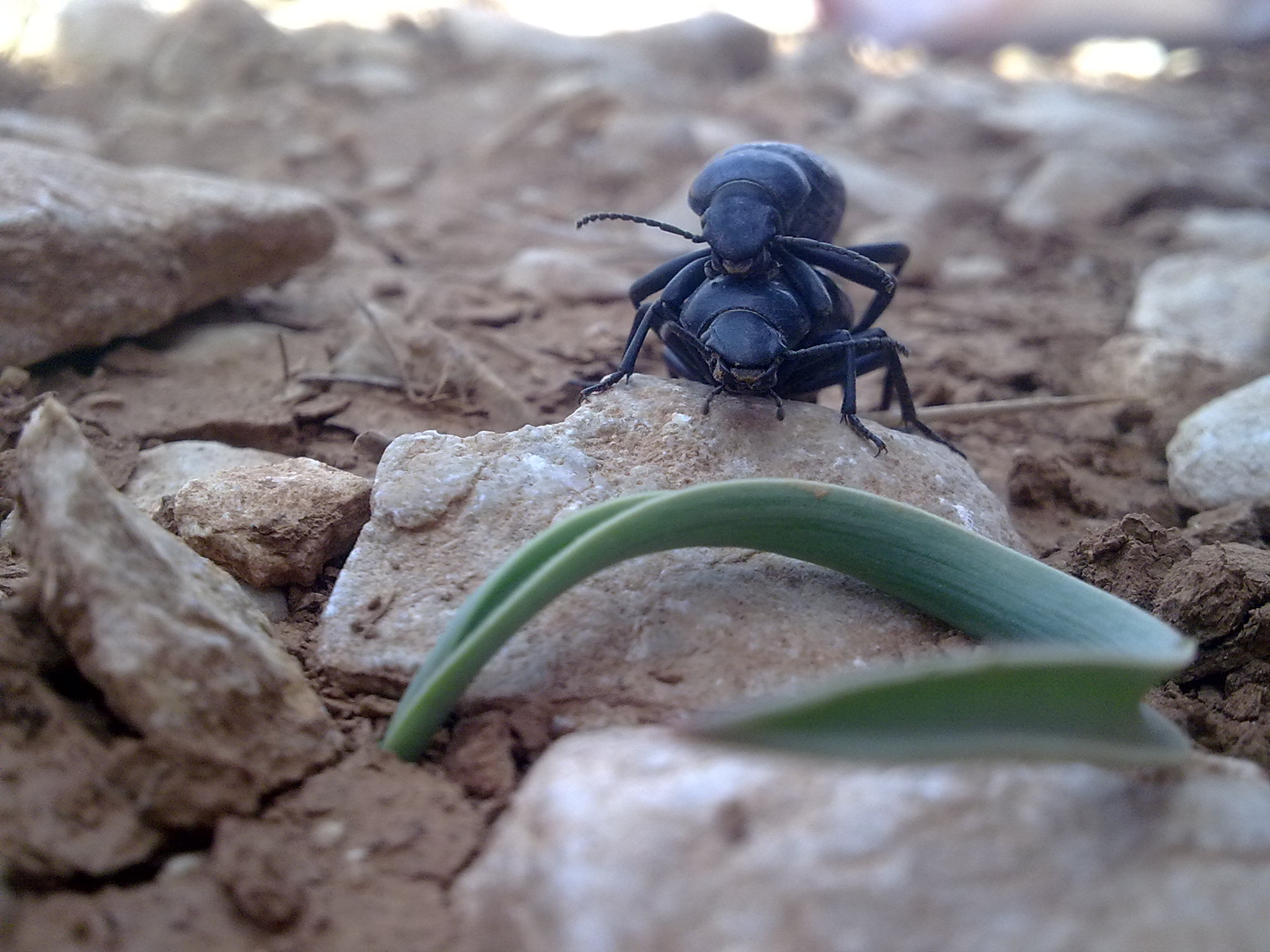

به دلیل اینکه این کوه در زمستان از برف پوشیده می‌شود و در تابستان با ذوب برف، آب مردم شهر شیراز را تأمین می‌نموده و اشاره از زادآوری حیات توسط آب را دارد، از این جهت نام آن را دراک نامیده‌اند. کوه دراک محل جمع شدن برف و آب است و در گذشته (حدود دهه‌های ۴۰ شمسی به قبل) مردم در فصل سرد سال برف‌های آن را درون چاه‌هایی انبار می‌کردند تا در تابستان از آب برف‌های ذوب شده که خنک و گوارا بوده‌است، استفاده کنند. همچنین کوه دراک محلی بوده‌است که مردم در فصول گرم یخ مورد نیاز خود را از آنجا می‌آوردند.
اکنون کوه دراک به محلی تفریح گاهی برای سپری کردن اوقات فراغت مردم در طول سال و بخصوص محلی برای کوهنوردی مردم شهر شیراز گردیده‌است.
یخ در دراک
مردم با حفر گودال‌های دایره ای شکل و با پر کردن آب در آن در زمستان یخ را ذخیره و در تابستان یخ را استفاده می‌کردند.

## پوشش گیاهی
از پوشش‌های گیاهی مهم منطقه می‌توان به: کُله‌خَنگ، آویشن، بادام کوهی، ریواس، بلوط، آلوسیاه وحشی، ارژن، بنه، بلوط، کنگر، پیازکوهی، گل اَرونه، گل شقایق، گل خَتنی و لاله‌های واژگون اشاره کرد.

## پوشش جانوری
از پوشش‌های جانوری مهم منطقه می‌توان به: شغال، روباه، کبک و شاهین اشاره کرد. به دلیل دارا بودن درختان بلوط در دامنه‌های این کوه عقرب و مار هم دیده شده‌است.

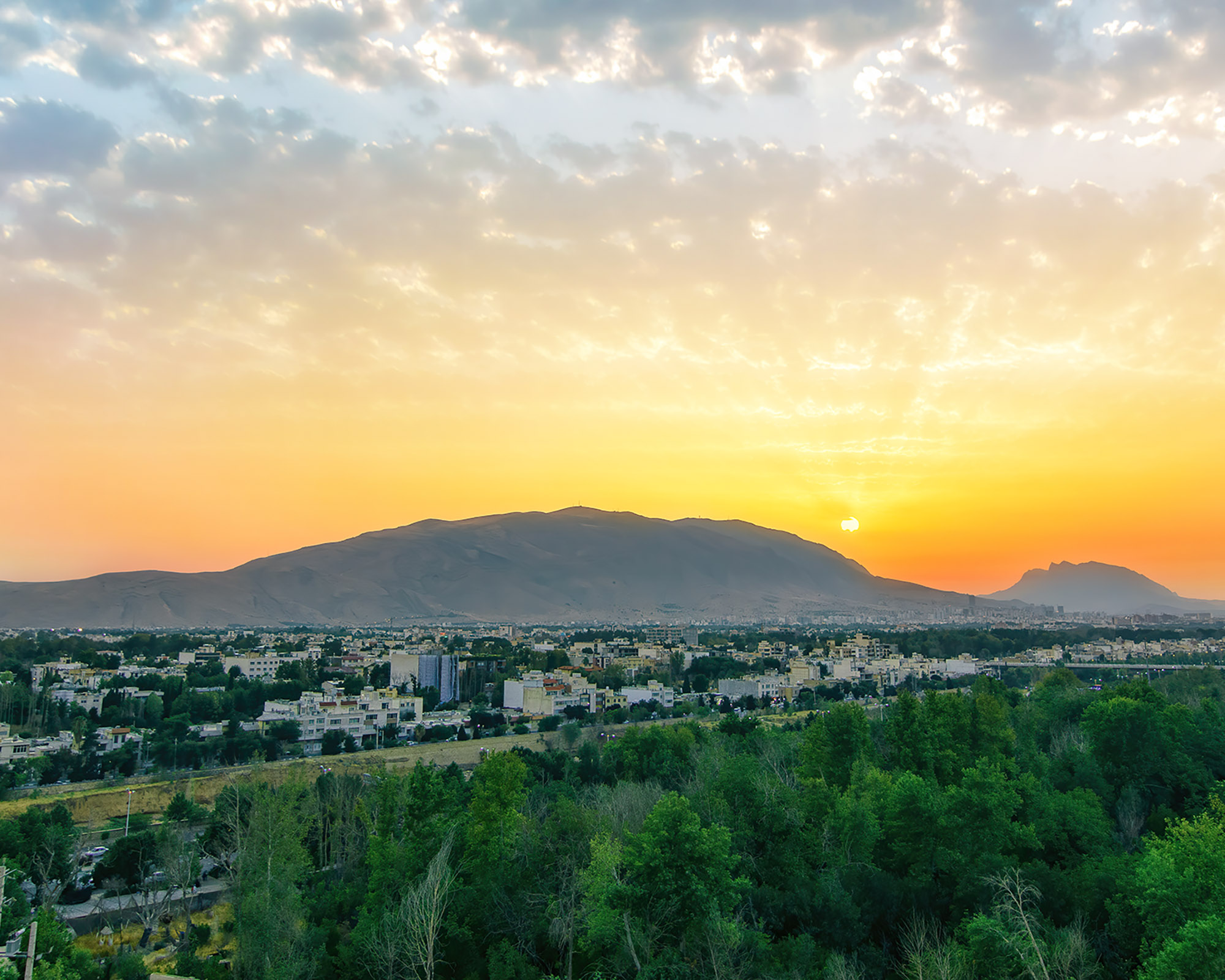
کوه دراک (کوه مادر)
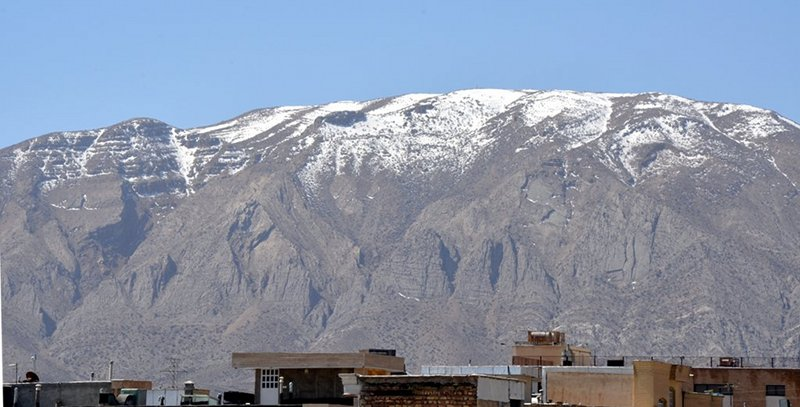
پوشش برف بر روی کوه دراک
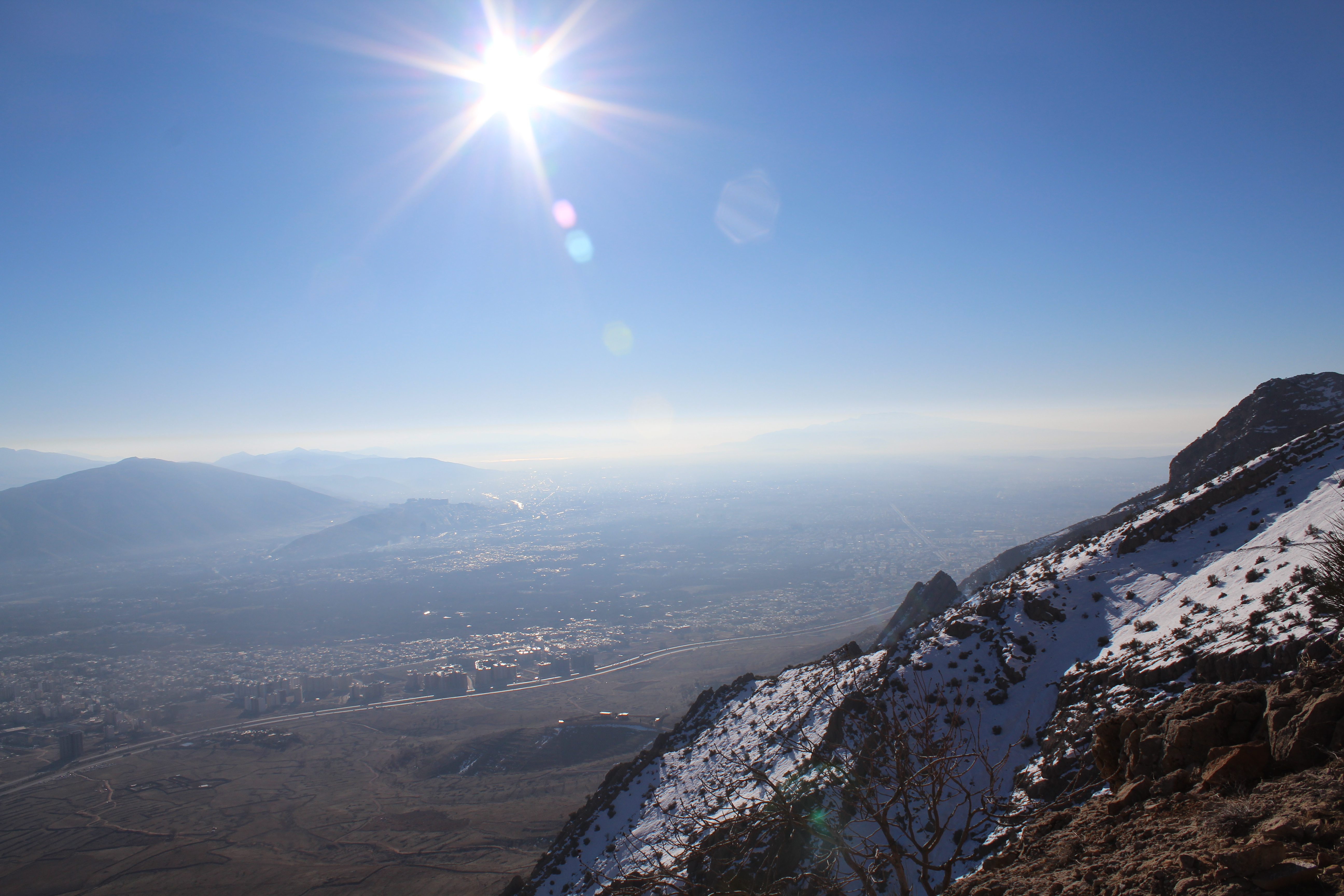
نمایی از شهر شیراز از کوه دراک
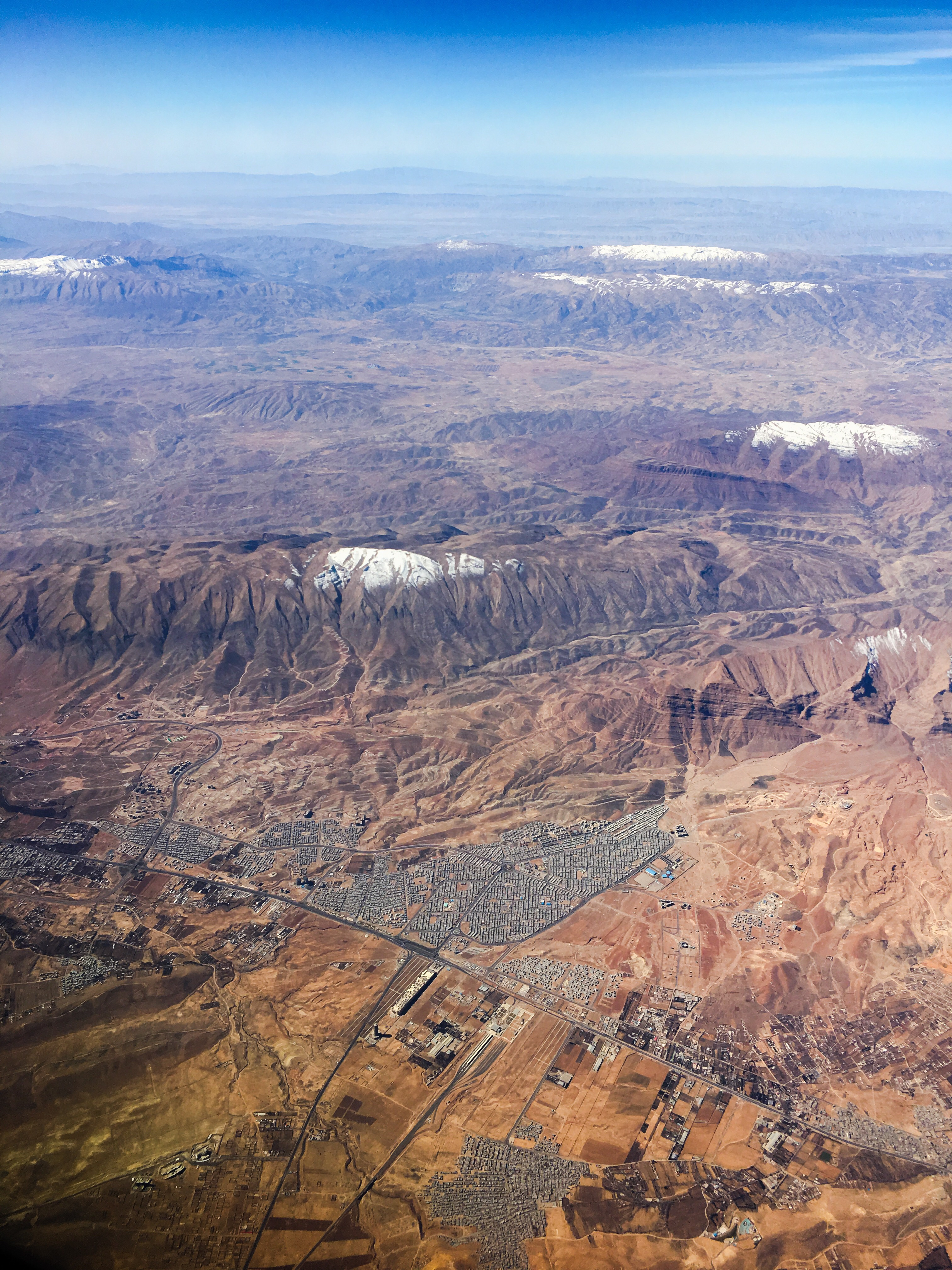
نمای کوه دراک از آسمان
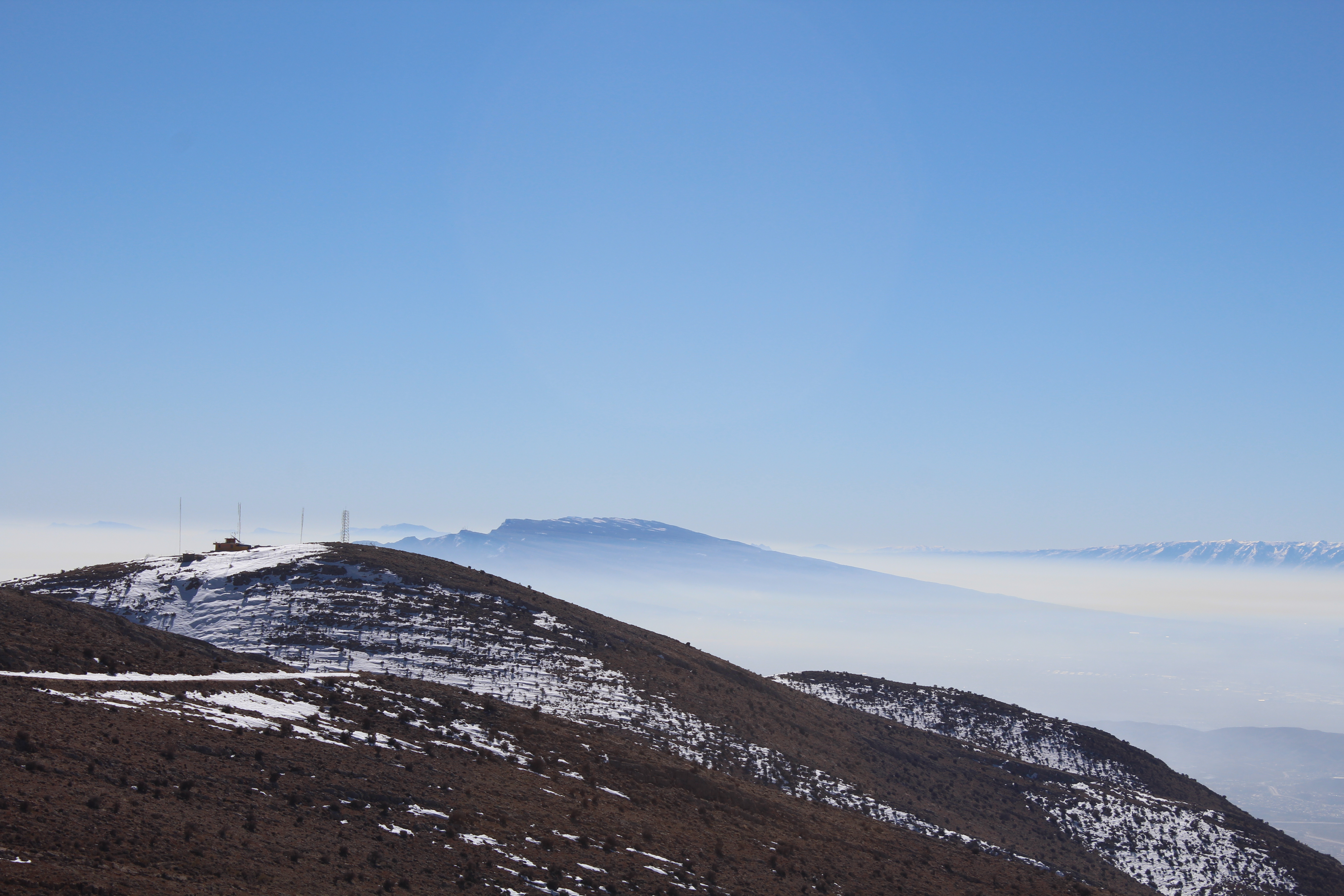
قله برفی دراک
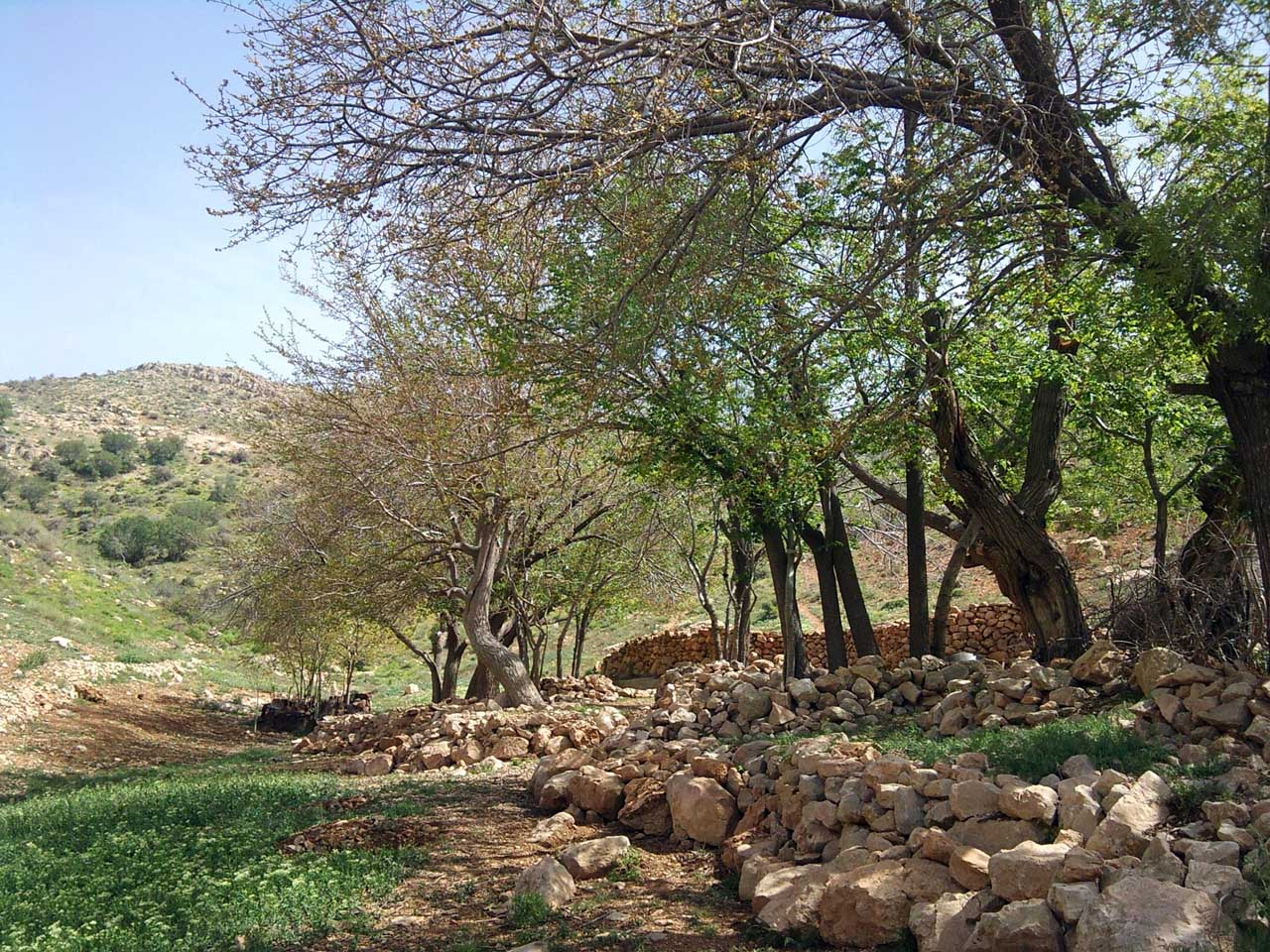
طبیعت دراک
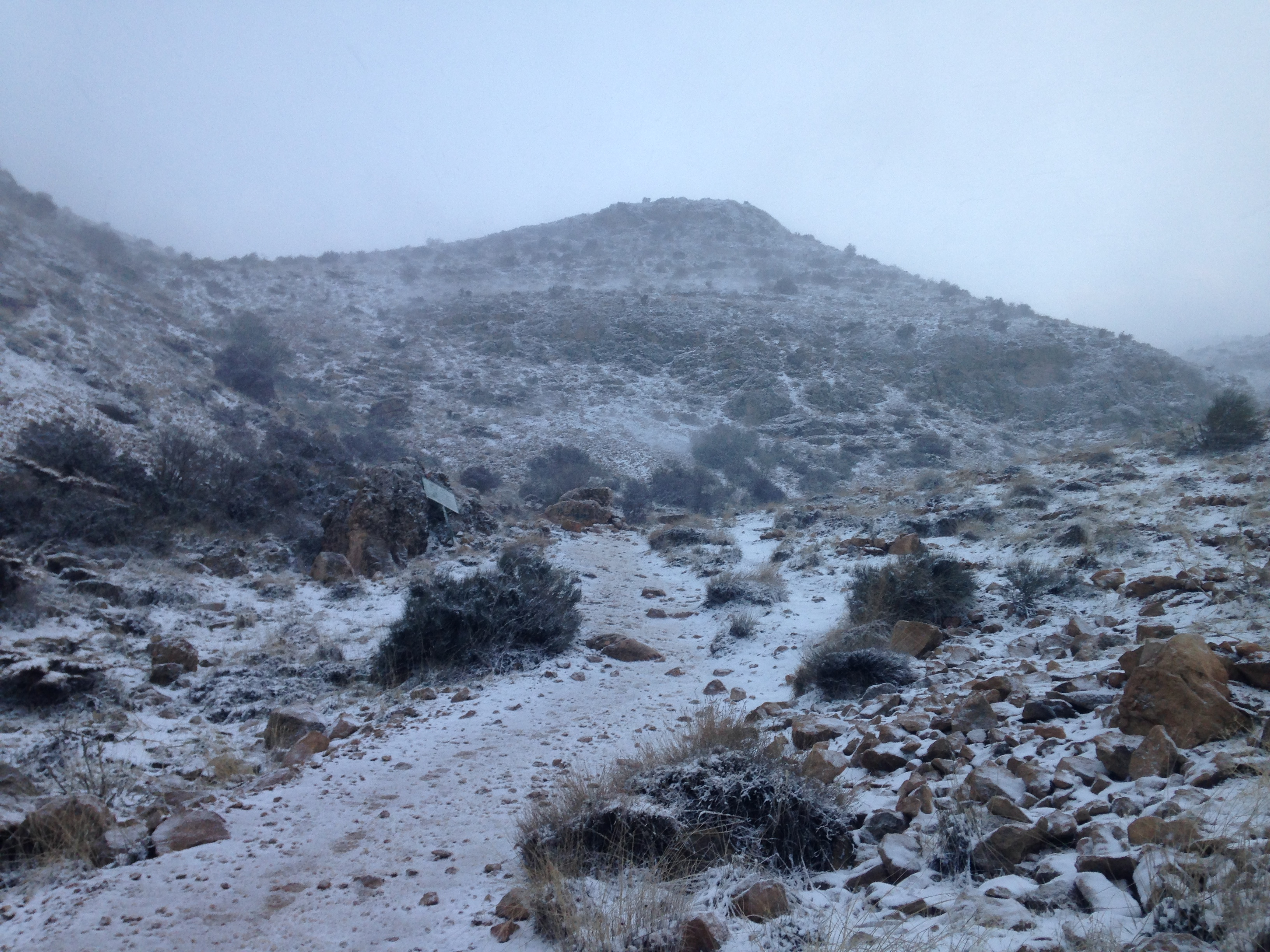
دراک برفی ، زمستان۹۷
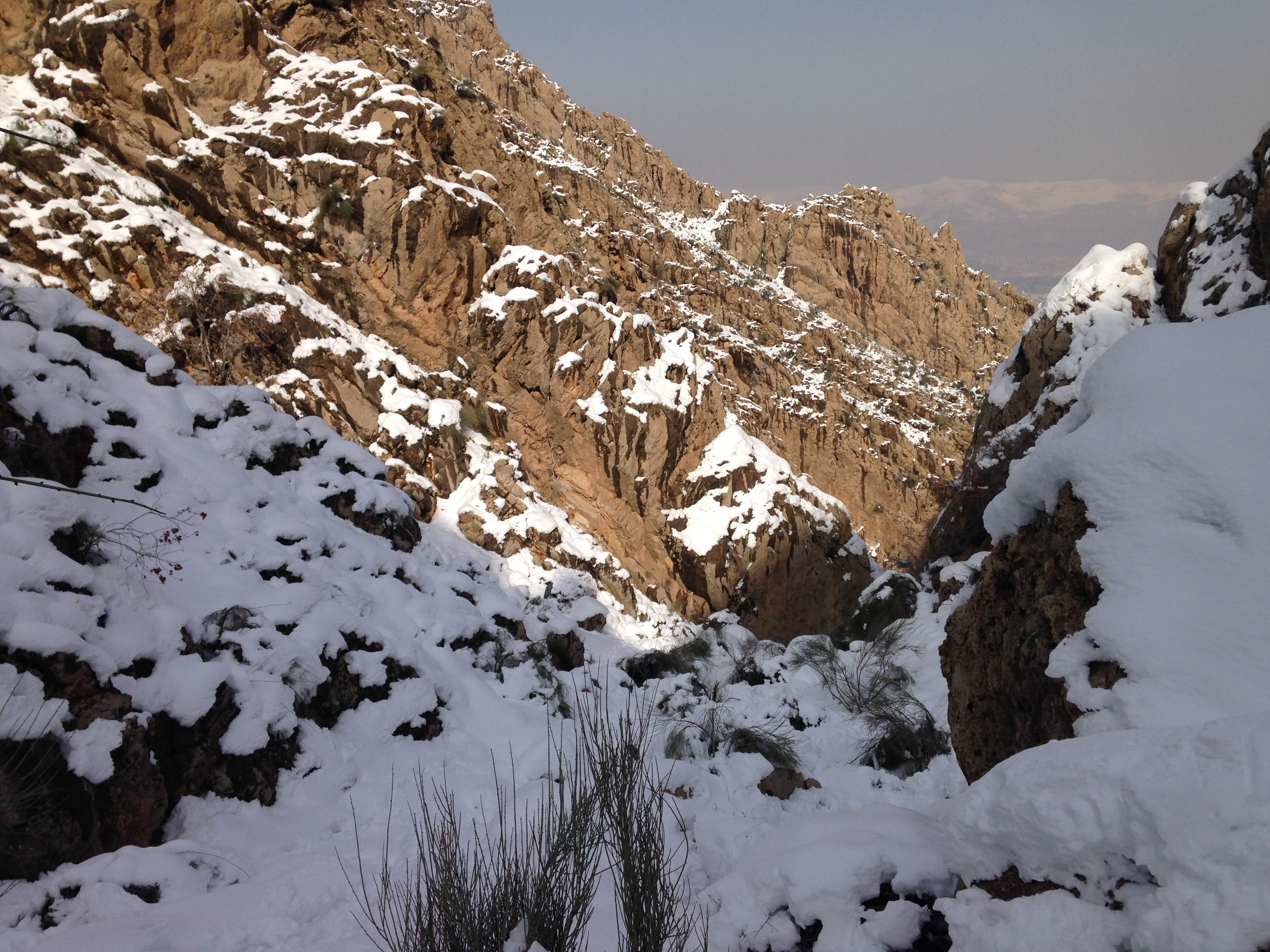
دراک برفی، زمستان۹۸